# アブドゥラ・ババ・ファタディ
アブドゥラ・ババ・ファタディ（Abdulla Baba Fatadi、1985年11月2日 - ）は、バーレーンの元同国代表サッカー選手。現役時代のポジションはMF。

## 経歴
ナイジェリアのラゴスで生まれ、ナイジェリアのU-17のチームでプレーしていた。その後バーレーンのアル・ナジマへと所属し、以降バーレーン国内のチームでプレーした。2004年にバーレーン国籍を取得し、バーレーンU-23代表やA代表の選出を受けている。